# Лоув, Лэнс
Лэнс Майкл Лоув (англ. Lance Michael Louw; род. 12 мая 1986, Кимберли) — южноафриканский хоккеист на траве, полевой игрок. Участник летних Олимпийских игр 2012 года, двукратный чемпион Африки 2009 и 2017 годов.

## Биография
Лэнс Лоув родился 12 мая 1986 года в южноафриканском городе Кимберли.
Играл в хоккей на траве за «Южный Гаутенг» из Рандбурга.
В составе сборной ЮАР дважды выигрывал золотые медали чемпионата Африки: в 2009 году в Аккре и в 2017 году в Исмаилии.
В 2012 году вошёл в состав сборной ЮАР по хоккею на траве на летних Олимпийских играх в Лондоне, занявшей 11-е место. Играл в поле, провёл 6 матчей, мячей не забивал.
Играл за ветеранскую сборную ЮАР. В 2024 году был помощником главного тренера на чемпионате мира среди ветеранов старше 35 лет в Кейптауне, где южноафриканцы завоевали серебро.